# Werner Rust
Werner Rust (* 9. Juli 1893 in Berlin; † 21. Juni 1977 in Braunschweig) war ein deutscher Bibliothekar. Er arbeitete unter anderem als Abteilungsleiter und stellvertretender Direktor in der Deutschen Bücherei  in Leipzig.

## Leben
Werner Rust studierte Philologie, Geschichte und Philosophie in Berlin und Greifswald. 1917 promovierte er an der Universität Greifswald mit der Arbeit „Freud und Leid in Ulrich von Lichtensteins Frauendienst“. Im Ersten Weltkrieg trat er 1914 als Kriegsfreiwilliger in den Heeresdienst ein. Nach drei Monaten wurde er schwer verwundet und 1917 als dauernd kriegsuntauglich entlassen. 1918 arbeitete Rust als Volontär an der Universitätsbibliothek Greifswald und 1919 als Assessor an der Universitätsbibliothek Göttingen. Nach erfolgreicher bibliothekarischer Fachprüfung wurde er als Hilfsbibliothekar in Greifswald angestellt. 1923 folgte der Wechsel an die Universitätsbibliothek Berlin.
Von 1918 bis 1928 war Rust Mitglied der DNVP, zum 1. September 1932 trat er der NSDAP bei (Mitgliedsnummer 1.299.954). In der Ortsgruppe Berlin-Dahlem hatte er kurzzeitig das Amt eines Zellen- und Propagandawartes inne. Im März 1933 wurde er Obmann der neugegründeten Zelle der „Nationalsozialistischen Arbeitsgemeinschaft der Beamten und Angestellten“ in der Universitätsbibliothek Berlin. Im April 1933 sorgte Rust durch eine Denunziationsschrift dafür, dass ein Kollege, der jüdische Bibliotheksrat Heinrich Eliakim Loewe, im August 1933 entlassen wurde.
Zum 1. April 1934 wurde Rust als erfahrener Bibliothekar, erprobter Verwaltungsbeamter und überzeugter Nationalsozialist in der Nachfolge des 1933 entlassenen Otto Erich Ebert, zum Stellvertretenden Direktor und Personalbeauftragten der Deutschen Bücherei berufen. Er kümmerte sich in der Folge um die politisch relevanten Fragen und vertrat dabei intensiv die Interessen der Deutschen Bücherei. Ab April 1934 leitete Rust die Arbeiten an der bibliographischen Gesamtschau des NS-Schrifttums. Außerdem wurde der Oberbibliothekar 1936 zum Mitglied des Reichsbeirats für Bibliotheksangelegenheiten ernannt. Er war Beiratsmitglied der 1941 gegründeten Deutschen Gesellschaft für Dokumentation. Ab 1942 gehörte er dem Ausschuss für die Prüfungen des gehobenen (mittleren) Bibliothekardienstes an der Universitätsbibliothek Leipzig an, der die Anwärter auf ihre nationalpolitischen Kenntnisse prüfte.
Nach dem Zweiten Weltkrieg war Rust wegen seiner relativ frühen NSDAP-Mitgliedschaft bereits im Juli 1945 entlassen worden. Anfang der 1950er Jahre arbeitete er im Auftrag staatlicher Stellen der DDR an bibliographischen Zusammenstellungen, wozu er noch 1953 als privilegierter Dauergast die Deutsche Bücherei nutzte.